# 南公園 (福岡市)
南公園（みなみこうえん）は福岡県福岡市中央区にある福岡市動植物園とその周囲を総称した都市公園、または、公園の一部を占める町丁の地名。福岡市の中心地にあるが、閑静な照葉樹林を形成している。公園付近の丘陵はかつて大休山（）と呼ばれていた。

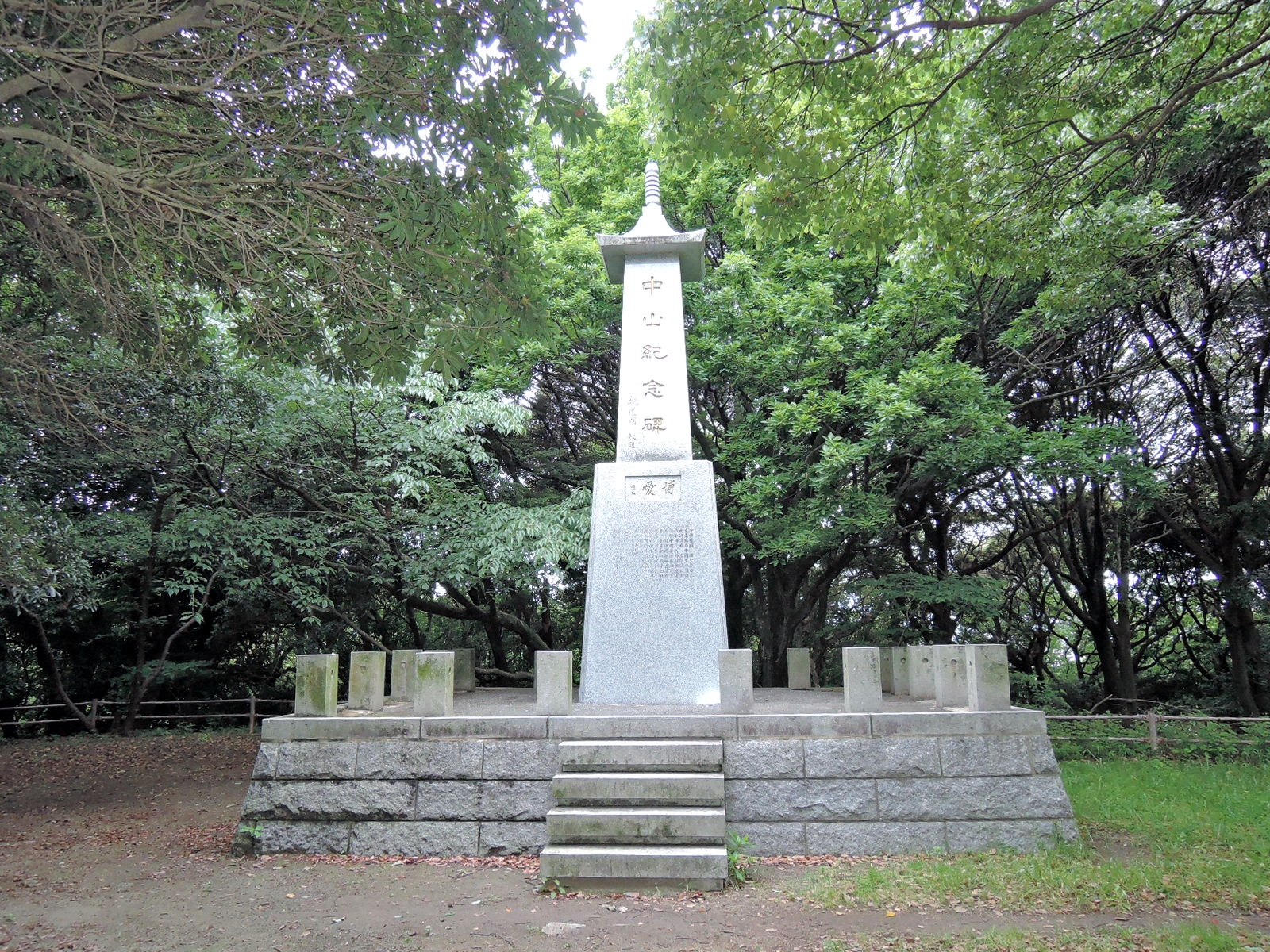
中山記念碑

## 概要（公園）
86.8ヘクタールある南公園一帯は丘陵地であり、周辺は住宅地となっている。昔ここには平尾浄水場があったため、薬院から伸びる道路「浄水通り」や南公園に接する住所「浄水通」、「平尾浄水町」などの名称にその名残りが残っている。都市公園（総合公園）としての広義の「南公園」は大きく3つのエリアからなり、北部に無料公園のエリア、中部に動物園のエリア、南部に植物園のエリアが位置する。動物園と植物園とは総称として福岡市動植物園となり、都市公園としての「南公園」に含まれ、有料公園施設に位置づけられている。植物園の一部で動物園に挟まれた北東側にある無料の区域には多くの桜が植樹され、福岡市内の花見の名所の一つになっている。また、動物園の北部にある無料のエリアには、丘陵地の地形を活かして、森林内には散策コースがいくつか設けられており、その頂上付近では、日本に身を寄せ福岡との交流も深かった孫文の生誕100周年を記念し、福岡在住の華僑の手によって建立された中山記念碑を見ることができる。
都市公園としての「南公園」の3つのエリアの位置関係は次の通り。
| 全体     |        |        |
| 無料公園 | 動物園 | 植物園 |

南公園は複数の町丁に跨っており、詳細は次の表のとおり。
| 名称   | エリア   | 町丁       | 主な地番 |
| ------ | -------- | ---------- | --- |
| 南公園 | 動物園   | 平尾浄水町 | 平尾浄水町45番1の一部                                                                                            |
| 南公園 | 動物園   | 南公園     | 南公園11番の一部、12番、13番、15番2、24番、32番、37番1、42番、63番及び67番                                       |
| 南公園 | 動物園   | 御所ケ谷   | 御所ケ谷4番及び7番                                                                                               |
| 南公園 | 植物園   | 平尾五丁目 | 平尾五丁目168番11、345番1、346番1、346番2、347番1及び1023番                                                      |
| 南公園 | 植物園   | 南公園     | 南公園71番1、71番2、72番1及び72番2                                                                               |
| 南公園 | 植物園   | 小笹五丁目 | 小笹五丁目85番4、85番5、85番6、85番7、85番8、85番12及び323番1                                                    |
| 南公園 | 植物園   | 輝国一丁目 | 輝国一丁目17番2                                                                                                  |
| 南公園 | 無料公園 | 桜坂三丁目 | 桜坂三丁目85番、86番、87番、88番、89番、90番1、90番2及び294番                                                    |
| 南公園 | 無料公園 | 谷二丁目   | 谷二丁目100番1、101番1、102番1及び106番1                                                                         |
| 南公園 | 無料公園 | 南公園     | 南公園1番、3番、4番、5番、8番、10番、11番の一部、29番、30番、31番、37番2及び49番                                 |
| 南公園 | 無料公園 | 輝国一丁目 | 輝国一丁目1番1、1番5、1番9、3番1、3番2、3番3、4番、5番、9番、17番1、42番、44番2、48番2、104番5、104番7及び105番5 |

なお、南公園エリア一帯は風致地区（「南公園地区」）として常緑樹や落葉樹が自生する緑深い樹林を形成しており、福岡市屋外広告物条例によって広告物の設置が禁止されている。また、さらに都市公園としての「南公園」についてほぼ全域が特別用途地区（名称：「福岡広域都市計画公園南公園」）に指定されている。

## 公園内の施設・名所・旧跡

### 有料公園内
- 福岡市動植物園
- 展望休憩所（植物園内[8]、標高64メートル[14][注釈 2]）

### 無料公園内
- 南公園西展望台 - 福岡市を一望できる。(写真）[注釈 3]
- 中山紀念碑 - 福岡で頭山満や玄洋社を訪れた孫文の生誕百周年を記念して1965年（昭和40年）に建立。
- 飢人地蔵菩薩（） - 享保の大飢饉の際、福岡藩によって荒戸浜で粥の炊き出しが施されたが、那珂郡方面から長尾道を伝って来た多くの飢餓者が炊き出し場を目前にして行き倒れた。その餓死者を供養するために建立された。（写真）[注釈 4]

## 概要（町丁）
町丁としての狭義の「南公園」は、中央区にある地名の一つで、現行の行政地名は　「南公園」。面積は19.15ヘクタール。2023年4月末現在の人口は0人。郵便番号は810-0037。福岡市の都心とされる中央区天神の南南西約2.3キロメートル、同区のやや南寄りに位置する。北で桜坂（）、北東で御所ケ谷（）と、東で平尾浄水町（）と、南で小笹（）と、西南西で輝国（）と接する。

### 都市計画
都市計画に関しては、「福岡市都市計画マスタープラン」において定められた方針については次のとおりである。幹線道路である福岡市道桜坂小笹線の沿道は、商業、業務、サービス施設や中高層住宅などが連続した「都市軸」や「沿道軸」に位置付けられている。土地利用については、町域の全てが、豊かな自然資源を保全した「山地・丘陵地」に位置付けられ、緑地の保全、育成や無秩序な開発の抑制がまちづくりの視点とされている。用途地域については次のとおりである。桜坂小笹線の道路境界線から概ね30メートルの範囲は第二種中高層住居専用地域に、これ以外の地域は第一種中高層住居専用地域に指定されている。風致地区については、南公園の全て及び周辺が次の地区に含まれており、建築物の建築、宅地の造成、木竹の伐採その他の行為について、都市の風致を維持するための規制がかけられている。
- 「南公園地区」[注釈 5]

また、南公園及び福岡市動植物園を含む都市公園としての広義の南公園のほぼ全域が建築基準法及び「福岡市南公園特別用途地区建築条例」の規定に基づき、次の適用区域に指定されており、建築物等の建築の制限の緩和及び建築物等の敷地又は構造に関する制限等が定められている。
- 「福岡市南公園特別用途地区」

### 町域の変遷
| 住居表示実施後 | 実施年月日         | 住居表示実施前（各町名ともにその一部）                 |
| -------------- | ------------------ | ------------------------------------------------------ |
| 南公園         | 1971年（昭和46年） | 大休台・高頭・赤坂山・井原ヶ谷・御所ヶ谷・田島・下長尾 |

## 交通

### 道路
主な幹線道路は次の通り。

#### 都市高速道路
都市高速道路としては、町外ではあるが、北方に福岡高速環状線が通っており、最寄りの出入口は次の通り。
- 天神北出入口（料金所・ランプ ・インターチェンジ、道程で約4キロメートル）
- 呉服町出入口（料金所・ランプ、道程で約4.5キロメートル）
- 西公園出入口（料金所・ランプ、道程で約5キロメートル）

#### 市道
市道のうち主な幹線道路は次の通り。括弧内は福岡市道路愛称等。
- 桜坂小笹線[注釈 6]
- 薬院南公園線（道路愛称：浄水通り）

### 鉄道
鉄道については、町域の北方に走る国道202号の地下に福岡市交通局が運営する福岡市地下鉄七隈線が通っており、鉄道駅は町外であるが、最寄りの駅は次の通り。
- 桜坂駅

### バス
バスについては、西日本鉄道株式会社が運営する西鉄バスが近くに走る幹線道路で運行しており、次の停留所がある。
- 桜坂小笹線沿い：上智福岡中高前、小笹団地正門前
- 薬院南公園線沿い：動物園前

## 施設

### 町域
町内に公立の小・中学校は存在しないが、校区については次のとおり。
- 小学校：福岡市立平尾小学校[注釈 7]
- 中学校：福岡市立平尾中学校[注釈 8]

### 周辺
- 上智福岡中学校・高等学校
- イエズス会福岡修道院
- 福岡雙葉中学校・高等学校、福岡雙葉小学校、福岡雙葉小学校附属幼稚園
- カトリック浄水通教会
- 福岡司教館
- 福岡小神学校
- 日本キリスト教会福岡城南教会
- 末日聖徒イエス・キリスト教会
- 高野山真言宗南福寺
- 金毘羅神社
- 浄水緑地（特別緑地保全地区）
- 福岡県警察管区機動隊
- 台北駐大阪経済文化弁事処福岡分処
- 小笹団地